# Ottnang am Hausruck
Ottnang am Hausruck è un comune austriaco di 3 855 abitanti nel distretto di Vöcklabruck, in Alta Austria; ha lo status di comune mercato (Marktgemeinde).